# طرح‌های ملی و منطقه‌ای
طرح‌های ملی و منطقه‌ای یک دسته از طرح‌های شهرسازی و معماری ایرانی می‌باشند که به سه گروه اصلی تقسیم می‌شوند:

## طرح جامع سرزمین
طرح جامع سرزمین، طرحی است که شامل استفاده از سرزمین در قالب هدف‌ها و خط مشیهای ملی و اقتصادی از طریق بررسی امکانات و منابع و مراکز جمعیت شهری و روستایی کشور و حدود و توسعه و گسترش شهر‌ها و شهرکهای فعلی و آینده و قطبهای صنعتی و کشاورزی و مراکز جهانگردی و خدماتی بوده و در اجرای برنامه‌های عمرانی بخشهای عمومی و خصوصی ایجاد نظم و هماهنگی نماید.

## طرح کالبدی ملی
با هدف مکانیابی برای گسترش آینده شهرهای موجود و ایجاد شهر‌ها و شهرک‌های جدید، ‌پیشنهاد شبکه شهری آینده کشور یعنی اندازه شهر‌ها، چگونگی استقرار آن‌ها در پهنه کشور و سلسله مراتب میان شهر‌ها به منظور تسهیل و مدیریت سرزمین و امر خدمت رسانی به مردم و پیشنهاد چارچوب مقررات ساخت و ساز در کاربری‌های مجاز زمین‌های سراسر کشور